# Jaume Botey
Jaume Botey y Vallès (Barcelona, 19 de junio de 1940 – Hospitalet de Llobregat, 15 de febrero de 2018) fue un sacerdote, teólogo, activista, político y profesor universitario español.

## Biografía
Nació en Barcelona en 1940 y se estableció en Hospitalet el 1968, en el barrio de Can Serra, al que llegó como sacerdote. Fue profesor del Instituto de bachillerato Torras i Bages de Can Serra (1968-75). Se doctoró en Filosofía por la Facultad de Letras de la Universidad Autónoma de Barcelona, donde fue profesor de Historia de la Cultura y de Movimientos Sociales entre 1975 y 2015. Este cargo le hizo viajar por América Latina en calidad de observador en múltiples ocasiones. También visitó Irak en 2003, pocos días antes de la invasión del país por tropas internacionales lideradas por EE. UU.
Fue el primer concejal democrático de enseñanza del ayuntamiento de Hospitalet (1979-83), cuando fue escogido a la lista del PSUC, y concejal en la oposición (1987-95), en las listas de Iniciativa por Cataluña.
Como escritor, fue coautor de la primera Bibliografia de l'Hospitalet (1984) y autor del libro Cinquanta-quatre relats d'immigració (1986) donde recoge el testimonio de más de 50 familias inmigrantes.
Muy vinculado a la vida cívica y al movimiento sociopolítico de Hospitalet. Fue promotor de las escuelas de adultos, de la Casa de Reconciliación, de la Asociación de Vecinos de Can Serra y del Centro de Estudios de Hospitalet. También fue presidente de la Casa de Nicaragua y de la Cooperativa L'Olivera. Los últimos años fue miembro del equipo de Cristianisme i Justícia, miembro del Consejo Asesor del Centro de Estudio de Tradiciones de Sabiduría y presidente de la asociación "Cristianismo en el siglo XXI".

## Obras publicadas
Fruto de su licenciatura y doctorado, Jaume Botey publicó dos obras académicas:
- Estudio antropológico sobre 54 relatos de inmigración: la integración del inmigrante en Cataluña y el proceso de la formación de la conciencia de clase. (tesis de licenciatura dirigida por Ramón Valdés del Toro). Bellaterra: Universitat Autònoma de Barcelona, 1980. Archivado el 4 de abril de 2019 en Wayback Machine.

- Una Experiencia política: la izquierda: testimonios de una resistencia utópica. (tesis doctoral dirigida por Ramón Valdés del Toro). Bellaterra: Universitat Autònoma de Barcelona, 1993. Archivado el 4 de abril de 2019 en Wayback Machine.

Fue autor de tres libros:
- El Libro blanco de la enseñanza en Hospitalet.  L'Hospitalet de Llobregat, Barcelona: Ayuntamiento de Hospilatet de Llobregat, 1984. Archivado el 4 de abril de 2019 en Wayback Machine.
- Cincuenta y cuatro relatos de inmigración. Barcelona: Diputación de Barcelona - Centro de Estudios del Hospitalet, 1986. Archivado el 4 de abril de 2019 en Wayback Machine.
- La Educación de adultos a la circunscripción de Barcelona. Bellaterra: Universitat Autònoma de Barcelona. Insititut de Ciencias de la Educación, 1988. Archivado el 4 de abril de 2019 en Wayback Machine.

De su arraigada implicación con Cristianismo y Justicia, nacieron cinco cuadernos:
- Dios de Bush: cimientos “teológicos” de la política de George W. Bush. Cuaderno 126. Barcelona: Cristianismo y Justicia, julio de 2004.
- Conversaciones con Agustí de Semir. Cuaderno 136. Barcelona: Cristianismo y Justicia, octubre de 2005.
- Construir la esperanza. Cuaderno 154. Barcelona: Cristianismo y Justicia, junio de 2008.
- Curas obreros: compromiso de la Iglesia con el mundo obrero. Cuaderno 175. Barcelona: Cristianismo y Justicia, agosto de 2011.
- A 500 años de la reforma protestando: de la ruptura al diálogo. Cuaderno 204. Barcelona: Cristianismo y Justicia, julio 2017.

Sus colaboraciones en obras de varios autores incluyen:
- Bibliografía sobre Hospitalet. (con Joan Camós y Cabeceran). Hospitalet de Llobregat: Centro de Estudios del Hospitalet, 1985. Archivado el 4 de abril de 2019 en Wayback Machine.
- La Batalla de Génova. (con Miguel Riera Montesinos (ed.), [et. al.]). Barcelona: El Viejo Topo, 2001. Archivado el 4 de abril de 2019 en Wayback Machine.
- Contra la ignorancia informada: los valores ante el impacto de las nuevas tecnologías de la comunicación: VII Congreso de Cristianismo al Siglo XXI. (con Santiago Ramentol (ed.), [et. al.]). Cabrera de Mar: Galerada, 2012. Archivado el 4 de abril de 2019 en Wayback Machine.

## Premios y reconocimientos
- 1999: Premio de Honor de la ciudad de Hospitalet.[12]
- 2017: Memorial Joan XXIII.[13]